# Пестряков, Дмитрий Александрович
Дми́трий Алекса́ндрович Пестряко́в (род. 8 декабря 2006, Каменка, Пензенская область) — российский футболист, нападающий клуба «Акрон».

## Клубная карьера
Родился в Каменке.
Футболом начал заниматься в каменской ДЮСШ №1. 5 сентября 2019 года перешёл в «Акрон — Академию футбола Юрия Коноплёва» (ранее Академия футбола им. Юрия Коноплёва).
19 июля 2023 года в матче Второй лиги (дивизион «Б») против «Носты» дебютировал в профессиональном футболе за «Акрон-2».
18 марта 2024 года дебютировал в Первой лиге за основной состав «Акрона» в матче против саратовского «Сокола». 21 апреля 2024 года продлил контракт с клубом.
По итогам сезона 2023/24, с клубом стал бронзовым призёром первенства и одержав победу в стыковых матчах вышел в РПЛ.
15 сентября 2024 года дебютировал в чемпионате России в матче против «Химок».

## Карьера в сборной
В октябре 2024 года был вызван в сборную России (до 19 лет). 13 октября 2024 года дебютировал в её составе в матче против сборной Сербии, забив гол на 46-й минуте.
В июне 2025 года был вызван в сборную России (до 21 года). 5 июня 2025 года сыграл дебютный матч против сборной Узбекистана (до 21 года) в её составе.

## Статистика выступлений
| Выступление      | Выступление       | Выступление      | Лига | Лига | Кубки | Кубки | Стыковые матчи | Стыковые матчи | Итого | Итого |
| Клуб             | Лига              | Сезон            | Игры | Голы | Игры  | Голы  | Игры           | Голы           | Игры  | Голы  |
| ---------------- | ----------------- | ---------------- | ---- | ---- | ----- | ----- | -------------- | -------------- | ----- | ----- |
| Акрон            | Первая лига       | 2023/24          | 2    | 0    | 0     | 0     | 0              | 0              | 2     | 0     |
| Акрон            | РПЛ               | 2024/25          | 17   | 2    | 6     | 0     | —              | —              | 23    | 2     |
| Акрон            | РПЛ               | 2025/26          | 5    | 1    | 0     | 0     | —              | —              | 5     | 1     |
| Акрон            | Итого             | Итого            | 24   | 3    | 6     | 0     | 0              | 0              | 30    | 3     |
| → Акрон-2        | Вторая лига («Б») | 2023             | 16   | 1    | —     | —     | —              | —              | 16    | 1     |
| → Акрон-2        | Вторая лига («Б») | 2024             | 1    | 0    | —     | —     | —              | —              | 1     | 0     |
| → Акрон-2        | Итого             | Итого            | 17   | 1    | —     | —     | —              | —              | 17    | 1     |
| Всего за карьеру | Всего за карьеру  | Всего за карьеру | 41   | 4    | 6     | 0     | 0              | 0              | 47    | 4     |

## Достижения
«Акрон»
- Бронзовый призёр Первой лиги: 2023/24